# 三好一彦
三好 一彦（みよし かずひこ、1930年9月23日-）は、プロ野球球団阪神タイガースの元球団社長。兵庫県西宮市在住。

## 来歴・人物
兵庫県西宮市出身。旧制灘中学校を経て、神戸大学に進学し、大学在学時には野球部に所属していた。1953年に大学を卒業した後に阪神電気鉄道に入社した。1981年6月に取締役に就任し、1986年6月に常務、1989年6月に専務を経て、1996年6月から1997年6月までに取締役を務めた。
1985年には阪神タイガース取締役に就任、1990年から本社専務と兼任した上で球団社長となり、低迷するチームの再建のために甲子園球場のラッキーゾーン撤廃や若手育成施設「タイガース・デン」の建設や球団組織の改革などのチーム改革に取り組んだ。1998年に退任した。